# جاي فانس لويس
جاي فانس لويس (بالإنجليزية: J. Vance Lewis)‏ هو كاتب سير ذاتية ومحامي أمريكي، ولد في 25 ديسمبر 1853، وتوفي في 24 أبريل 1925.